# Atheta brumalis
Atheta brumalis är en skalbaggsart som beskrevs av Thomas Casey 1910. Atheta brumalis ingår i släktet Atheta och familjen kortvingar. Inga underarter finns listade i Catalogue of Life.